# Джани Морбидели
Джани Морбидели (на италиански: Gianni Morbidelli) е италиански автомобилен състезател, участник в Световния шампионат на Формула 1, шампион от италианската Формула 3, шампион в азиатските серии SpeedCar през сезон 2008-2009 година.

## Биография
Морбидели е роден в семейството на Джанкарло Морбидели, основател на едноименната италианска мотоциклетна марка - „Морбидели“. В детството си кара картинг, бил е световен вицешемпион по картинг сред юношите.
През 1987 година дебютира в италианската Формула 3. През 1989 година става шампин на Италия в този клас, след което преминава сред най-бързите пилоти, в екипа от Формула 1 – Форти Корс. През 1990 година подписва контракт за тест-пилот с тима на Ферари. Параллелно участва в четири състезания от шампионата на Формула 1, като пилот на Скудерия Италия и Минарди.
Участва в целия сезон, през 1991 година, за екипа на Джанкарло Минарди (Голяма награда на Австралия), като в края на сезона получава шанс да пилотира за Ферари. Това става поради конфликта на първия пилот на Ферари, тогава трикратен Световен шампион - Ален Прост и ръководството на Ферари, след което той е отстранен от екипа.
С Ферари Джани Морбидели завършва квалификацията на 8 място, а в състезанието, преминало под проливен дъжд, достига до шесто място, благодарение на отпадането на движештите се пред него Михаел Шумахер и другия пилот на Ферари Жан Алези. Състезанието е прекратено поради проливния дъжд, а на пилотите са присъдени половината от точките.
През 1992 година отново се състезава за Минарди, точки не печели, най-доброто му класиране е 7-о място в състезанието за Голямата награда на Бразилия.
Напуска Формула 1 през 1993 година, за да участва в италианските серии с туринг автомобили, където се състезава с автомобил на Алфа Ромео.
През 1994 година се завръща зад волана на болид от Формула 1, този път екипа е Футуърк, но за целия сезон успява да финишира само четири пъти, завършва 22-ри в шампионата.
През 1995 година сътворява истинска сензация в последното съъстезание за сезона в Австралия. Заемайки 13-о място на старта, Морбидели успява в края на състезанието да завърши на 3-то място, което му дава първи подиум в кариерата, главно заради многото отпаднали от надпреварата пилоти.
През 1997 година отново пилотира в италианските серии с туринг автомобили. На тренировка преди Голямата награда на Япония попада в масова катактрофа, вследствие на която чупи пръстите на ръката.
Напускайки Формула 1, Джани Морбидели дебютира в Британския туристически шампионат (BTCC), където се състезава с автомобил Волво V40, но не успява да се пребори за титлата със своя съотборник Рикард Райдел, който печели шампионата. Пропуска 1999 година, и през 2000 година Морбидели продолжава състезанията с туристически автомобили, състезавайки се в европейския супертуринг шампионат, а по-късно в сериите Суперпродъкшън.
През 2002 и 2003 г. е участник в клас Туринг, като паралелно през 2004 и 2005 г. се състезава във FIA GT шампионата, в най-високия клас.
През 2006 година се състезава в световния шампионат с туристически автомобили WTCC, състезавайки се за Алфа Ромео, но отново без особени успехи.
Преминава в новоучредения шампионат „SuperStars“ през 2007 г., като отново започва да побеждава – 6 победи и спечелена титла.
През 2008 г. Морбидели съвместява Superstars и гонките от FIA GT.
Участва в азиатските „SpeedCar“ серии, като печели титлата за 2009 година.

## Резултати от Формула 1
| Година | Отбор                   | Шаси          | Двигател       | 1       | 2       | 3       | 4       | 5       | 6       | 7       | 8       | 9       | 10      | 11      | 12      | 13      | 14     | 15      | 16      | 17    | WDC   | Тчк. |
| ------ | ----------------------- | ------------- | -------------- | ------- | ------- | ------- | ------- | ------- | ------- | ------- | ------- | ------- | ------- | ------- | ------- | ------- | ------ | ------- | ------- | ----- | ----- | ---- |
| 1990   | БМС Скудерия Италия     | Далара F190   | Косуърт V8     | USA DNQ | BRA 14  | SMR     | MON     | CAN     | MEX     | FRA     | GBR     | GER     | HUN     | BEL     | ITA     | POR     | ESP    |         |         |       | НК    | 0    |
| 1990   | SCM Minardi             | Минарди M190  | Косуърт V8     |         |         |         |         |         |         |         |         |         |         |         |         |         |        | JPN Ret | AUS Ret |       | НК    | 0    |
| 1991   | SCM Minardi             | Минарди M191  | Ферари V12     | USA Ret | BRA 8   | SMR Ret | MON Ret | CAN Ret | MEX 7   | FRA Ret | GBR 11  | GER Ret | HUN 13  | BEL Ret | ITA 9   | POR 9   | ESP 14 | JPN Ret |         |       | 24-ти | 0.5  |
| 1991   | Скудерия Ферари         | Ферари 643    | Ферари V12     |         |         |         |         |         |         |         |         |         |         |         |         |         |        |         | AUS 6   |       | 24-ти | 0.5  |
| 1992   | Минарди Тийм            | Минарди M191B | Ламборгини V12 | RSA Ret | MEX Ret | BRA 7   | ESP Ret |         |         |         |         |         |         |         |         |         |        |         |         |       | НК    | 0    |
| 1992   | Минарди Тийм            | Минарди M192  | Ламборгини V12 |         |         |         |         | SMR Ret | MON Ret | CAN 11  | FRA 8   | GBR 17  | GER 12  | HUN DNQ | BEL 16  | ITA Ret | POR 14 | JPN 14  | AUS 10  |       | НК    | 0    |
| 1994   | Футуърк                 | Футуърк FA15  | Форд V8        | BRA Ret | PAC Ret | SMR Ret | MON Ret | ESP Ret | CAN Ret | FRA Ret | GBR Ret | GER 5   | HUN Ret | BEL 6   | ITA Ret | POR 9   | EUR 11 | JPN Ret | AUS Ret |       | 22-ри | 3    |
| 1995   | Футуърк                 | Футуърк FA16  | Харт V8        | BRA Ret | ARG Ret | SMR 13  | ESP 11  | MON 9   | CAN 6   | FRA 14  | GBR     | GER     | HUN     | BEL     | ITA     | POR     | EUR    | PAC Ret | JPN Ret | AUS 3 | 14-и  | 5    |
| 1997   | Ред Бул Заубер Петронас | Заубер C16    | Петронас V10   | AUS     | BRA     | ARG     | SMR     | MON     | ESP 14  | CAN 10  | FRA     | GBR     | GER     | HUN Ret | BEL 9   | ITA 12  | AUT 9  | LUX 9   | JPN DNS | EUR   | НК    | 0    |